# Lyas
Lyas ist eine französische Gemeinde mit 592 Einwohnern (Stand: 1. Januar 2022) im Département Ardèche in der Region Auvergne-Rhône-Alpes; sie gehört zum Arrondissement Privas und zum Kanton Privas. Die Bewohner werden Lyassois genannt.

## Geographie
Lyas liegt etwa 25 Kilometer nordnordwestlich von Montélimar. Umgeben wird Lyas von den Nachbargemeinden Pranles im Norden und Westen, Flaviac im Osten, Coux im Süden und Südosten, Privas im Süden sowie Veyras im Westen und Südwesten.

## Bevölkerungsentwicklung
| Jahr                       | 1962 | 1968 | 1975 | 1982 | 1990 | 1999 | 2006 | 2013 |
| Einwohner                  | 467  | 417  | 423  | 491  | 506  | 517  | 557  | 586  |
| Quellen: Cassini und INSEE |      |      |      |      |      |      |      |      |

## Sehenswürdigkeiten
- Schloss Liviers
- Kirche Saint-Pierre